# Corononcodes homalostemma
Corononcodes homalostemma är en tvåvingeart som beskrevs av Barraclough 1984. Corononcodes homalostemma ingår i släktet Corononcodes och familjen kulflugor. Inga underarter finns listade i Catalogue of Life.